# At-Tahrim
At-Tahrim (Il Divieto) è la sessantaseiesima Sura del Corano, una sura medinese composta da 12 versetti. Questa sura affronta principalmente questioni relative alla vita familiare del Profeta Muhammad e offre istruzioni e avvertimenti in merito alla sua condotta con le sue mogli, sottolineando l'importanza della lealtà, della giustizia e della consapevolezza delle leggi divine.

## Contenuto

### Avvertimenti al Profeta Muhammad
Versetti 1-2: La sura inizia con un ammonimento diretto al Profeta Muhammad riguardo a una questione familiare. Egli è stato ammonito riguardo a una promessa fatta alle sue mogli, che aveva suscitato il loro disappunto. La sura lo esorta a temere Allah e a riconsiderare il suo comportamento nei confronti delle sue mogli.

### Esempi di Lealtà e Disobbedienza
Versetti 3-4: Viene ricordato il caso di alcune mogli dei profeti che non furono fedeli ai loro mariti e il loro destino di essere sostituite da donne migliori. Questi versetti servono a mostrare l'importanza della lealtà e della rettitudine nelle relazioni familiari.

### Avvertimenti per i Credenti
Versetti 5-7: Viene esortata la comunità dei credenti a temere Allah e a seguire le Sue leggi, ricordando loro che chi segue la via di Allah riceverà la Sua misericordia e il Suo perdono. Viene anche messo in guardia contro l'inganno del nemico, che cerca di deviare i credenti dalla retta via.

### L'Esaltazione di Allah
Versetti 8-12: La sura si conclude con l'esaltazione di Allah, che è il Conoscitore dell'invisibile e del visibile. Viene sottolineata la Sua conoscenza infinita e la Sua capacità di guidare i credenti sulla via della rettitudine. Coloro che temono Allah e si sforzano di seguire le Sue leggi saranno ricompensati con il perdono e il Paradiso.

## Analisi
La Sura At-Tahrim offre importanti insegnamenti sulle relazioni familiari, la lealtà e la giustizia, sia per il Profeta Muhammad che per la comunità dei credenti. Attraverso gli ammonimenti diretti al Profeta e agli avvertimenti per i credenti, la sura enfatizza l'importanza di temere Allah e di seguire le Sue leggi, al fine di ricevere il Suo perdono e la Sua misericordia.
Inoltre, la sura ricorda ai credenti l'inganno del nemico e l'importanza di rimanere saldi nella fede e nella rettitudine. La conclusione della sura con l'esaltazione della conoscenza e della guida di Allah offre speranza e conforto ai credenti, incoraggiandoli a perseverare nella loro ricerca della via della rettitudine.
In sintesi, la Sura At-Tahrim fornisce un quadro completo delle leggi divine relative alle relazioni familiari e alla condotta dei credenti, sottolineando l'importanza della lealtà, della giustizia e della consapevolezza delle leggi divine per ottenere la benedizione e la misericordia di Allah.